# Hyperacanthomysis longirostris
Hyperacanthomysis longirostris is een aasgarnalensoort uit de familie van de Mysidae. De wetenschappelijke naam van de soort werd in 1936 voor het eerst geldig gepubliceerd door Ii.

## Verspreiding
Hyperacanthomysis longirostris is een aasgarnaal. Het is inheems in de kustwateren van de noordoostelijke Stille Oceaan, inclusief het zuiden van Japan, Korea en China. Het wordt geïntroduceerd in de Sacramento-San Joaquin Delta, Californië, waar het is geconcentreerd in estuariene leefomgevingen met een laag zoutgehalte. Het handhaaft een populatie in 0-5 psu, grotendeels door een patroon van verticale migratie, dat opwaarts migreert bij inkomende getijden. Het is de overheersende aasgearnaal in de delta geworden en vervangt grotendeels een inheemse aasgarnalensoort (Neomysis mercedis), die een belangrijk voedselorganisme is voor jonge vissen.